# Staatszirkus der DDR

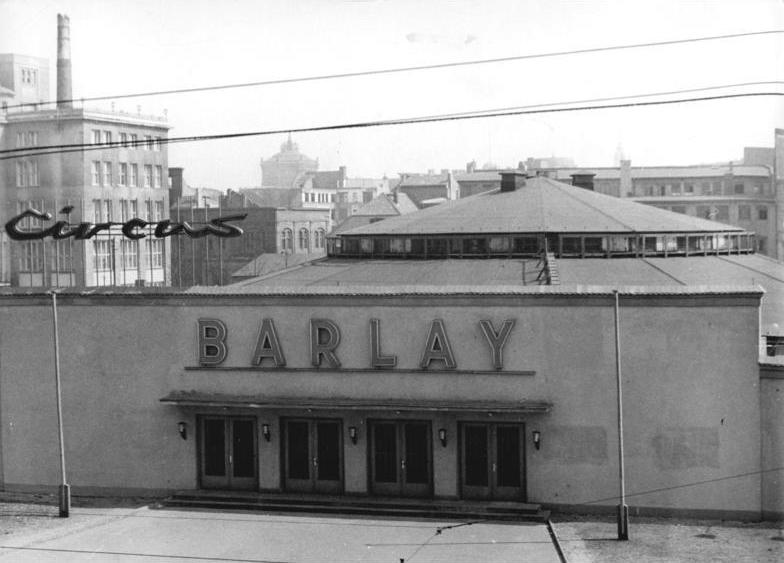
Circus Barlay in der Berliner Friedrichstraße, 1958

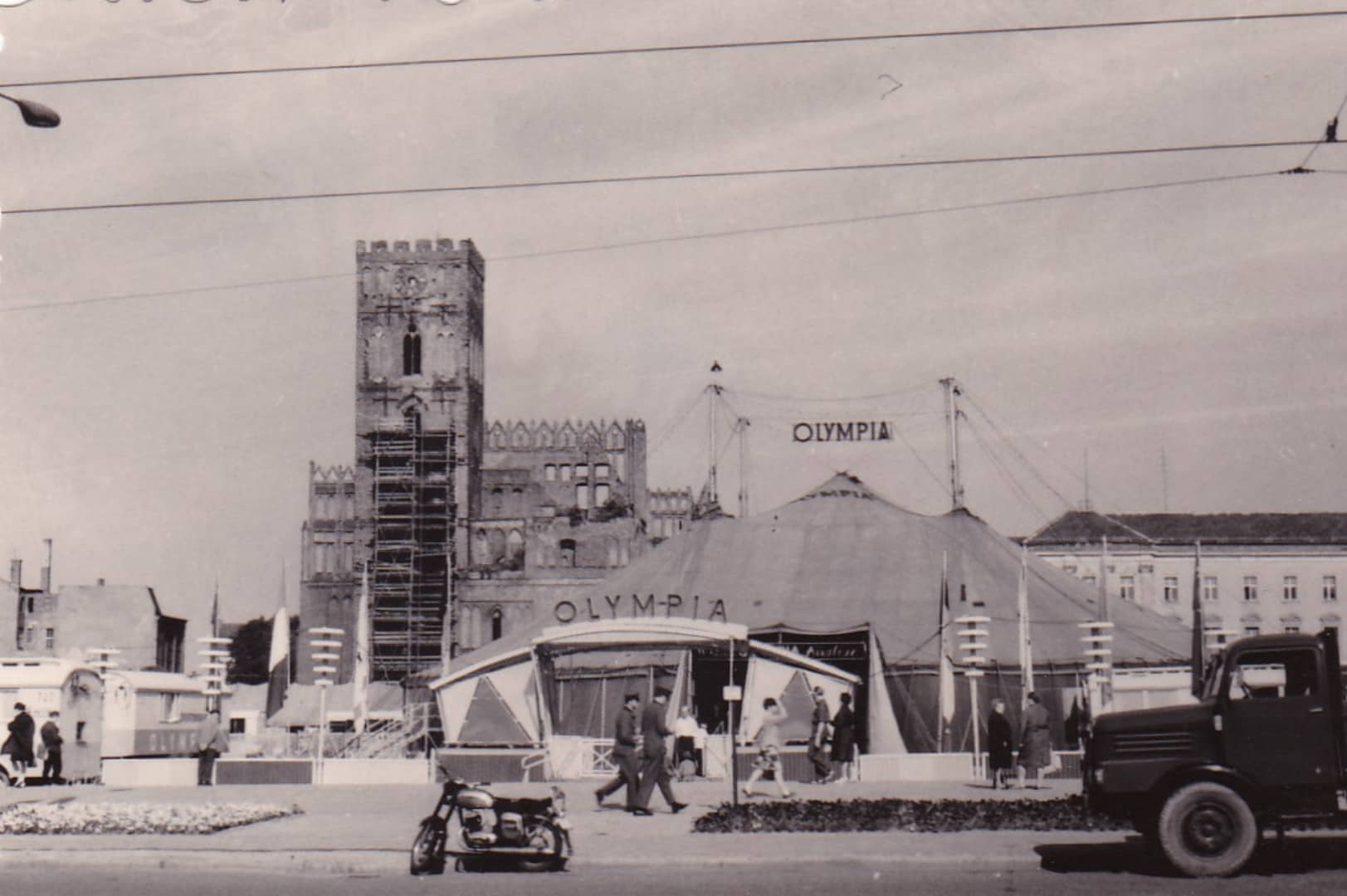
Zirkus Olympia (ab 1968 Zirkus Berolina) 1967 in Frankfurt (Oder)

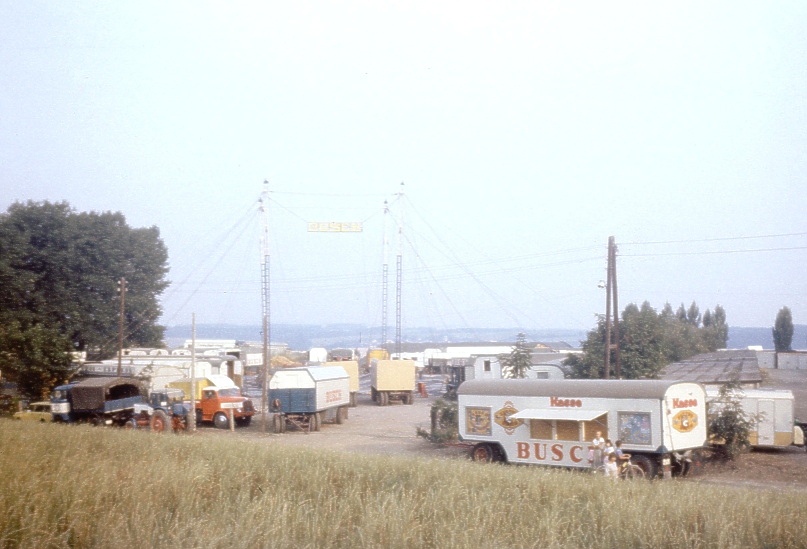
Zirkus Busch 1988 in Zeulenroda

Der Staatszirkus der DDR wurde in der DDR am 1. Januar 1960 als VEB Zentral-Zirkus gegründet und erst 1981 umbenannt. Die Gründung erfolgte durch eine Anordnung des Ministers für Kultur. Es handelte sich um den Zusammenschluss von drei ursprünglich privaten Zirkussen: die Zirkusse Barlay (später Olympia, schließlich Berolina) und Busch waren im Jahr 1960 die Gründungsbetriebe; ein Jahr später kam der Zirkus Aeros dazu. Der Staatszirkus der DDR bestand bis zum Jahr 1990.

## Betriebsteile

### Zirkus Barlay – Olympia – Berolina
Der Zirkus Barlay wurde 1935 von dem Berliner Artisten Reinhold Kwasnik (Künstlername „Harry Barlay“) aus der Konkursmasse des Zirkus Alberty gegründet. Nach Kriegsende nahm der Zirkus 1947 seinen Spielbetrieb wieder auf. Nach der Flucht Kwasniks nach Westdeutschland wurde der Zirkus seit 1950 treuhänderisch verwaltet und dem Magistrat von Groß-Berlin unterstellt. 1960 war der Zirkus „Gründungsmitglied“ des VEB Zentral-Zirkus, 1961 erfolgte die Umbenennung in „Zirkus Olympia“. 1968 wurde er schließlich, aus Anlass einer ganzjährigen ČSSR-Tournee, in „Zirkus Berolina“ umbenannt.
Ursprünglich war geplant, das Unternehmen als mittelgroßen Zirkus für die Bespielung ländlicher Regionen zu erhalten. Zirkus Berolina entwickelte sich jedoch bis zur Wende 1989 zum modernsten Großzirkus der RGW-Länder. Das Chapiteau hatte einen Durchmesser von 50 m und ein Fassungsvermögen von 3000 Personen. Zirkus Berolina reiste seit Anfang der 1980er Jahre als einziger der drei Betriebsteile ausschließlich per Straßentransport, teilweise mit Sattelzugfahrzeugen sowie herkömmlichen Lenkschemelanhängern. Als Zugfahrzeuge dienten zu dieser Zeit LKW der polnischen Typen Jelcz-317 und 417 sowie IFA-W50 aus der DDR und tschechoslowakische Škoda RT706. Weiterhin waren Traktoren der Typen ZT300 und Belarus im Einsatz.
Direktor des Betriebsteils Berolina war von 1974 bis 1990 Hans Bernsdorf.
1991 wurden die Zirkusse Berolina und Busch zum Zirkus „Busch-Berolina“ zusammengelegt. Nach dem Verkauf der Namensrechte des Zirkus Busch an den Besitzer des Zirkus Busch-Roland durch die Treuhandanstalt firmierte das Unternehmen bis zur Einstellung des Spielbetriebes 1992 unter dem Namen Berolina. Von 1993 bis 1997 reiste die Dompteuse Christiane Samel mit dem Material des Zirkus Berolina unter dem Namen „Aeros“. Der Name „Berolina“ wird seit 1996 von einem großen Zirkusunternehmen benutzt, welches vormals „Belli“ hieß.

### Zirkus Busch
Der Zirkus Busch hatte seinen ursprünglichen Sitz in Nürnberg, wo er 1919 von Jacob Busch (1879–1948) gegründet wurde. (Er ist nicht zu verwechseln mit dem von Paul Vincenz Busch betriebenen Berliner Circus Busch.) Zum Ende des Zweiten Weltkrieges befand sich der Zirkus in Meerane in Sachsen. Jacob Busch übergab das Unternehmen seinem Ziehsohn Fritz van der Heydt (1885–1951). Bereits im Herbst 1945 nahm der Zirkus in der SBZ seinen Spielbetrieb wieder auf. Nachdem van der Heydt ohne Nachkommen verstorben war, wurde auch dieses Unternehmen vorerst unter Treuhandverwaltung gestellt, 1952 dann verstaatlicht (und von der Stadt Magdeburg verwaltet) und schließlich 1960 mit dem Zirkus Barlay zum VEB Zentral-Zirkus zusammengeschlossen.
Nach der Auflösung des Staatszirkus der DDR wurden die Namensrechte und ein Teil der technischen Ausrüstung von Heinz Geier, dem Betreiber des Circus Busch-Roland, erworben. Heinz Geier unternahm Anfang der 1990er Jahre große Anstrengungen, den Zirkus Busch in Berlin wieder zu etablieren. Das Vorhaben scheiterte an fehlenden Investoren und fehlenden Standorten für ein festes Haus.
Unter dem traditionsreichen Namen Busch reisen nach wie vor mehrere Unternehmen in Deutschland.

### Zirkus Aeros
Aeros wurde nach dem Tod des Gründers Cliff Aeros im Jahre 1952 vorerst unter Treuhandverwaltung gestellt. Die Erbberechtigten wurden praktisch enteignet, da der Vorwand der Steuerhinterziehung nie nachgewiesen werden konnte. Aeros wurde 1961 dem VEB Zentralzirkus zugeordnet. Zum Unternehmen gehörte bis dahin auch ein festes Spielgebäude in Leipzig, welches ab 1961 von der Stadt Leipzig verwaltet wurde.
Aeros war zu der Zeit das größte und modernste der drei Zirkusunternehmen, wurde jedoch in Bezug auf die technische Ausrüstung in den 1980er Jahren stark vernachlässigt. Nach der Auflösung des Staatszirkus wurde Aeros geschlossen. Erst ab 1993 wurde das Unternehmen noch einmal bis 1997 privat betrieben (siehe Abschnitt BCU). Seit November 2005 spielt ein Familienzirkus unter dem Namen Aeros, welcher zuvor als „Circus Atlas“ durch die Bundesrepublik zog.

### Volksfesteinrichtungen (VFE)
Der Betriebsteil Volksfesteinrichtungen befasste sich mit dem Betrieb einzelner staatlicher Fahrgeschäfte im Schaustellerbereich. Aufgrund Fehlens attraktiver Fahrgeschäfte in den 1950er Jahren begann der Bau einer Achterbahn durch die Baugesellschaft Roßla KG. Aufgrund von großen finanziellen und zeitlichen Unterhaltungskosten wechselte das Fahrgeschäft mehrere Male den Besitzer und wurde im Jahre 1978, nach einem schweren Unfall, verschrottet. 1969 wurde in Eigenproduktion der DDR eine zweite Achterbahn gebaut, jedoch drei Jahre später wieder verschrottet.
Seitdem wurden Modelle, wie die Fahrgeschäfte „Sachsenring“, „Twister“ und „Satellit“ aus anderen Herstellerländern (vornehmlich Westdeutschland und Holland) importiert.

## Personen
Dresseure und Artisten, die beim Staatszirkus angestellt waren, wurden auch innerhalb der drei Zirkusse ausgetauscht.
Zu den berühmtesten Dresseuren zählten: Ursula Böttcher (Nationalpreisträgerin der DDR) mit ihrer großen Eisbärengruppe, mit der sie unter anderem in den Vereinigten Staaten gastierte; Hanno Coldam (Nationalpreisträger der DDR) mit seiner weltweit seltenen Panthergruppe; Uwe Schwichtenberg mit Exoten; Erhard und Christiane Samel mit einer gemischten Raubtiergruppe (Gastspiele u. a. in den USA).

## Staatszirkus
Neben den Zirkussen gehörte noch der Betriebsteil „Volksfesteinrichtungen“ mit mehreren Karussells sowie einer mobilen Disco zum Unternehmen. Der Staatszirkus fungierte aufgrund der 1958 geschaffenen Lizenzordnung auch als zentrale Lenkeinrichtung für die vier privaten DDR-Zirkusse Hein (Hein), Olympia (Kaufmann), Probst (Probst), Rolandos (Krämer) (Stand: 1990). So wurde z. B. die Tourneeplanung durchgeführt. Generaldirektor war von 1960 bis 1987 Otto Netzker, und von 1987 bis 1990 Gerhard Klauß.
Neben den drei reisenden Zirkusunternehmen gab es auch einen weltweiten Austausch von ganzen Zirkusensembles. Auch einzelne Gruppen wurden ins Engagement geschickt, unter anderem um Devisen für die DDR zu erwirtschaften. Die Mitarbeiter waren in der Regel festangestellt. So bekamen alle Mitarbeiter in der spielfreien Winterpause (November bis März) ihr volles Gehalt, ohne dass nennenswerte Einnahmen erwirtschaftet wurden. Verpflegung und Unterkunft im Wohnheim bzw. Wohnwagen waren ganzjährig kostenlos. Die Betriebsleitung befand sich in Berlin in der Hessischen Straße.
Jährlich fand im Zirkuszelt eines der drei Betriebsteile in Kooperation mit dem Fernsehen der DDR die Veranstaltung „Nacht der Prominenten“ statt. Dieses war eine Wohltätigkeitsveranstaltung bei der Prominente aus Funk und Fernsehen Zirkusdarbietungen einstudierten, und sie den Zuschauern präsentierten. Ein analoges Format dazu gab es auch in der Bundesrepublik unter dem Namen „Stars in der Manege“. 1982 wurde eine 26 Minuten lange Folge der Serie Jan und Tini auf Reisen des DDR-Kinderfernsehens im Zirkus Berolina gedreht.
Eine enge Kooperation bestand auch mit dem Kulturpark Berlin im Plänterwald, (später Spreepark). Hier wurden Karussells betrieben bzw. gastierte auch jedes Jahr einer der Zirkusse auf dem Gelände. Nach 1990 betrieb das Nachfolgeunternehmen des Staatszirkus, die BCU, einen festen Zirkus mit ständig wechselndem Programm im Spreepark.

## Winterquartier
Das gemeinsame Winterquartier der Betriebsteile lag in Dahlwitz-Hoppegarten, östlich von Berlin direkt hinter der Galopprennbahn und gliederte sich in Objekt1 und Objekt2. In Objekt1 befanden sich die Wohnheime, Kantine, Stallanlagen, Werkstätten, sowie ein Teil der Verwaltung. In Objekt2, befanden sich Unterstellhallen, Werkstätten und eine überdachte Probiermanege, welche aus Teilen des Barlay-Baues aus der Berliner Friedrichstraße bestand, an dessen ursprünglicher Stelle viele Jahre später der neue Friedrichstadt-Palast gebaut wurde. Das weiträumige Objekt1 wurde 1999 in weiten Teilen dem Erdboden gleichgemacht, um einem Gartencenter Platz zu machen.

## Berliner Circus Union (BCU)
1990 wurde der Betrieb als Berliner Circus Union GmbH (BCU) unter Treuhandverwaltung gestellt. Während Aeros an den privaten Zirkusbetreiber Joachim Kaufmann vermietet wurde, schloss man Berolina und Busch zu Busch-Berolina zusammen. Das Unternehmen wurde technisch auf den neuesten Stand gebracht. So erhielten alle Wagen eine Zweikreisbremse, und es wurden 18 nagelneue LIAZ-LKWs angeschafft. Auch wurde ein neues Chapiteau der italienischen Firma Canobbio gekauft.
Aeros stellte noch im gleichen Jahr den Betrieb ein. Busch-Berolina wurde an die Agentur der Ruhrfestspiele verkauft und ging ein Jahr später in Konkurs. 1993 mietete die Dompteuse Christiane Samel die Namensrechte an Zirkus Aeros und reiste mit dem Material von Busch-Berolina noch bis 1997 mehr oder weniger erfolgreich. Nach all diesen gescheiterten Privatisierungsversuchen wurde die BCU 1999 beschleunigt abgewickelt.
Tiere wurden an andere Zirkusse und Tierparks abgegeben. Einige der Tiere sind z. B. im Wildpark Johannismühle bei Baruth untergekommen. Die verbliebene Technik war bei vielen Zirkusunternehmen sehr begehrt. So findet man heute in einigen Zirkussen noch die Wagen des Staatszirkus der DDR. In Berlin findet man noch einige Wagen beim Kinder- und Jugendprojekt „Cabuwazi“ am Görlitzer Park und beim Rüdersdorfer Kinder- und Jugendzirkus „Bunter Hund“.
Heute existierende Unternehmen haben mit dem DDR-Staatszirkus ausnahmslos nichts zu tun, sie haben lediglich die Namen übernommen.